# Christine Duvergé
Pour les articles homonymes, voir Duvergé.
Christine Duvergé (née le 29 décembre 1969) est une athlète, universitaire et écrivaine mauricienne.

## Biographie
Aux championnats d'Afrique d'athlétisme 1990 au Caire, elle fait partie du relais 4 x 400 mètres mauricien remportant la médaille de bronze.
Elle étudie à l'université d'État du Michigan où elle obtient une maîtrise universitaire puis un doctorat en littérature française. Elle est ensuite professeur à l'université de Californie à Riverside. Elle sort son premier roman, Camp Agonie, en 2014.

### Palmarès
| Date | Compétition            | Lieu     | Résultat | Épreuve   | Performance   |
| ---- | ---------------------- | -------- | -------- | --------- | ------------- |
| 1990 | Championnats d'Afrique | Le Caire | 3e       | 4 x 400 m | 3 min 46 s 94 |

### Records
| Épreuve | Épreuve   | Performance | Lieu    | Date            |
| ------- | --------- | ----------- | ------- | --------------- |
| 200 m   | Plein air | 25 s 48     | Athènes | 18 juillet 1986 |
| 400 m   | Plein air | 56 s 61     | Athènes | 16 juillet 1986 |